# دانشکده فنی و حرفه‌ای شهید منتظری
دانشکده فنی و حرفه ای شهید منتظری، یکی از قدیمی‌ترین دانشکده‌های فنی دولتی در کشور است که تأسیس آن به سال ۱۳۴۶ باز می‌گردد.  
اولین بار در آن سال با عنوان انستیتو تکنولوژی با ۴۸ دانشجو در رشته‌های برق و مکانیک در قسمتی از هنرستان صنعتی مشهد واقع در «میدان شریعتی» گشایش یافت و به تدریج توسعه پیدا کرد. این دانشکده، یکی از مراکز آموزشی زیر مجموعه دانشگاه فنی و حرفه‌ای است. دانشجویان این دانشکده، تک جنسیتی پسر هستند. این دانشکده در حال حاضر در منطقه رضاشهر در مشهد با مساحت ‌‌۱۲ هکتار قرار دارد. دانشکده شهید منتظری از لحاظ علمی، امکانات، اساتید و کارگاه ها جزو ۳ دانشکده برتر کشور محسوب می شود. این دانشکده از چند سال پیش تمرکز زیادی بر تجاری سازی دستاوردهای علمی پژوهشی داشته و در این زمینه پیشرو بوده است. در همین راستا، اولین مرکز رشد واحدهای فناوری دانشگاه فنی و حرفه‌ای در این دانشکده شکل گرفته، همچنین این دانشکده سامانه ثبت و حمایت از اختراعات و تجاری‌سازی محصولات را برای دانشجویان فراهم کرده است. 

## رشته‌های موجود
- کاردانی و کارشناسی: برق قدرت
- کارشناسی: مهندسی تکنولوژی کنترل - ابزار دقیق
- کاردانی و کارشناسی: مکانیک خودرو
- کاردانی: متالورژی (صنعتی)
- کاردانی و کارشناسی: تربیت بدنی
- کاردانی: حسابداری
- کاردانی: عمران
- کاردانی و کارشناسی:[۲] کامپیوتر و نرم‌افزار
- کاردانی و کارشناسی: معماری
- کاردانی و کارشناسی: نقشه‌کشی
- کاردانی و کارشناسی: تأسیسات حرارتی و برودتی
- کاردانی و کارشناسی: ساخت و تولید
- کاردانی و کارشناسی: الکترونیک
- کارشناسی: اجرایی عمران
- کارشناسی: مهندسی تکنولوژی کنترل- ساخت و تولید
- کارشناسی: مهندسی تکنولوژی راهسازی
- کاردانی:شبکه های رایانه‌ای

## خوابگاه
خوابگاه دانشگاه فنی شهید منتظری دارای 48 اتاق 6 الی 8 تخته است که نزدیک به 300 دانشجورا در خود جای داده است.
- تصاویری از محیط خوابگاه ( سال 1403 )

تصاویری از محیط خوابگاه (سال 1403)
فضای سبز روبه روی خوابگاه
کتابخانه خوابگاه
ورودی خوابگاه و سلف دانشگاه

## گالری عکس های محیط دانشکده
- محیط دانشکده ( سال 1403 )